# Andranik Eskandarian
Andranik Eskandarian (en armeni: Անդրանիկ Իսքանտարեան, 31 de desembre de 1951) és un futbolista iranià, retirat, d'ascendència armènia.
Jugà amb la selecció de l'Iran el Mundial de l'Argentina 1978. Al seu país defensà els colors del FC Ararat Tehran i del Taj. L'any 1979 marxà als Estats Units, i d'entre altres equips jugà al New York Cosmos de la North American Soccer League.